# Abeillekernbeißer
Der Abeillekernbeißer (Hesperiphona abeillei) ist eine Vogelart aus der Unterfamilie der Stieglitzartigen. Er kommt ausschließlich in Mittelamerika vor. 

## Erscheinungsbild
Der Abeillekernbeißer erreicht eine Körperlänge von sechzehn bis achtzehn Zentimetern. Ein Geschlechtsdimorphismus besteht.
Das Männchen ist an Kopf, Nacken, Kehle, Brust, Schwingen und Schwanz schwarz gefiedert. Die Deckfedern der Armschwingen sind weißlich. Der Rücken dagegen ist grünlich gelb. Die Körperunterseite ist ebenso wie die Oberschwanzdecken leuchtend gelb. Die Augen sind braun. Der Schnabel ist kräftig und gelblich. Bei dem Weibchen sind die schwarzen Gefiederpartien deutlich kleiner. Nur die Schwingen und der Schwanz sowie der Oberkopf bis in den Nacken sind schwarz. Der Rücken und die Oberschwanzdecken sind olivfarben. Die Kehle ist von einem hellen Gelb. Die Unterseite ist gelbbräunlich.

## Lebensweise

Verbreitungsgebiet des Abeillekernbeißers (grün)

Das Verbreitungsgebiet des Abeillekernbeißers sind Mexiko und Guatemala. Teile des Verbreitungsgebietes überlappen sich mit dem des Abendkernbeißers. Der Lebensraum des Abeillekernbeißers sind dichte Nadel- und Mischwälder. 
Das Nest wird freistehend in einer Astgabel errichtet. Das Gelege umfasst vier Eier. Die Jungen sind nach zwanzig Tagen flügge und mit 30 Tagen selbständig.

## Systematik
Der Abendkernbeißer und der Abeillekernbeißer sind nahe mit dem eurasischen Kernbeißer (Coccothraustes coccothraustes) verwandt und werden von einigen Autoren neben diesem in die Gattung Coccothraustes gestellt. Die Phylogenetik dieser drei Arten ist aber bislang nicht genau untersucht und eine direkte Verwandtschaft der beiden neuweltlichen Hesperiphona-Arten mit dem eurasischen Kernbeißer nicht nachgewiesen. Anatomische Untersuchungen von 1925 legen eine nahe Verwandtschaft von Hesperiphona mit dem Wacholderkernbeißer nahe.

## Belege